# Alexis Mac Allister
Alexis Mac Allister (* 24. prosince 1998 Santa Rosa) je argentinský profesionální fotbalista, který hraje na pozice ofensivního či středního záložníka za anglický klub Liverpool FC a za argentinský národní tým.
Mac Allister je odchovancem argentinského klubu Argentinos Juniors, odkud v roce 2019 přestoupil do Brightonu. Během svého angažmá v dresu Seagulls odešel na hostování zpátky do Argentinos Juniors a do argentinské Bocy Juniors.

## Klubová kariéra

### Argentinos Juniors
Mac Allister v A-týmu Argentionos debutoval 30. října 2016, když nastoupil do zápasu druhé nejvyšší argentinské soutěže proti Central Córdoba.
Mac Allister vstřelil svůj první profesionální gól 10. března 2017, a to při prohře 2:1 proti Institutu. Ve své první sezóně mezi muži odehrál 24 ligových zápasů, ve kterých vstřelil 3 branky, a pomohl tak k postupu klubu do Primera División z prvního místa. V nejvyšší soutěži debutoval 9. září při prohře 2:1 proti Patronato.
Dne 25. listopadu 2017, nastoupil Mac Allister poprvé ve své profesionální kariéře do zápasu se svými dvěma bratry; při prohře 1:0 proti San Lorenzo nastoupil společně s Francisem v základní sestavě a Kevin přišel na hřiště v druhém poločase. Svůj první gól v nejvyšší soutěži vstřelil 5. března 2018, když otevřel skóre zápasu s Bocou Juniors.

### Brighton & Hove Albion
Dne 24. ledna 2019 přestoupil Mac Allister do anglického prvoligového klubu Brighton & Hove Albion FC, ve kterém podepsal smlouvu do roku 2023.

#### Argentinos Juniors (hostování)
Mac Allister odešel na půlroční hostování zpátky do Argentinos Juniors, kde zůstal do konce sezóny 2018/19.

#### Boca Juniors (hostování)
V červnu 2019 odešel na roční hostování do argentinské Bocy Juniors; v týmu se sešel se svým bratrem Kevinem, který do klubu přestoupil v lednu téhož roku. Mac Allister se střelecky prosadil při svém debutu v dresu Bocy; šlo o jediný gól zápasu Poháru osvoboditelů proti CA Paranaense. 5. srpna odehrál Mac Allister svůj první ligový zápas za Bocu, a to při výhře 2:0 nad Patronato.

#### Návrat do Brightonu
Mac Allister debutoval v dresu Brightonu 7. března 2020, když nastoupil na posledních deset minut utkání proti Wolverhamptonu Wanderers.
Mac Allister vstřelil svůj první gól za The Seagulls 17. září 2020, a to při výhře 4:0 nad Portsmouthem v EFL Cupu. O šest dní později se znovu prosadil, tentokráte do sítě Prestonu North End ve stejné soutěži (výhra 2:0). 18. října dal Mac Allister svoji první branku v Premier League, když v 90. minutě vyrovnal stav zápasu proti Crystal Palace na konečných 1:1.
Dne 2. ledna 2022 vstřelil dvě branky v zápase Premier League proti Evertonu, a výrazně tak pomohl k výhře 3:2.

### Liverpool
Dne 8. června 2023 posílil Mac Allister Liverpool. Anglický celek o příchodu čtyřiadvacetiletého záložníka informoval na webu, podle médií za něj Brightonu zaplatil 55 milionů liber (1,5 miliardy korun).

## Reprezentační kariéra
Mac Allister byl poprvé povolán do argentinské reprezentace v srpnu 2019, a to na přátelské zápasy proti Chile a Mexiku. Debutoval 5. září v zápase proti Chile na Los Angeles Memorial Coliseum.
Dne 1. července 2021 byl Mac Allister nominován na závěrečný turnaj Letních olympijských her 2020 v Japonsku. Nastoupil do všech tří zápasů základní skupiny, a to proti Austrálii, Egyptu a Španělsku. Argentina skončila v základní skupině třetí, a nepostoupila tak do vyřazovacích bojů.

## Osobní život
Alexis Mac Allister má dva bratry, Kevina a Francise. Všichni tři jsou profesionální fotbalisté. Francis je od roku 2020 hráčem argentinského klubu Atlético Talleres a Kevin od roku 2016 hraje v dresu Argentinos Juniors.

## Statistiky

### Klubové
K 12. březnu 2022
| Klub                   | Sezóna  | Liga               | Liga   | Liga | Národní pohár | Národní pohár | Ligový pohár | Ligový pohár | Kontinentální poháry | Kontinentální poháry | Celkem | Celkem |
| Klub                   | Sezóna  | Liga               | Zápasy | Góly | Zápasy        | Góly          | Zápasy       | Góly         | Zápasy               | Góly                 | Zápasy | Góly   |
| ---------------------- | ------- | ------------------ | ------ | ---- | ------------- | ------------- | ------------ | ------------ | -------------------- | -------------------- | ------ | ------ |
| Argentinos Juniors     | 2016/17 | Primera B Nacional | 24     | 3    | 1             | 0             | —            | —            | —                    | —                    | 25     | 3      |
| Argentinos Juniors     | 2017/18 | Primera División   | 25     | 2    | 3             | 1             | —            | —            | —                    | —                    | 28     | 3      |
| Argentinos Juniors     | 2018/19 | Primera División   | 19     | 5    | 0             | 0             | 7            | 1            | 4                    | 0                    | 30     | 6      |
| Argentinos Juniors     | Celkem  | Celkem             | 68     | 10   | 4             | 1             | 7            | 1            | 4                    | 0                    | 83     | 12     |
| Brighton & Hove Albion | 2019/20 | Premier League     | 9      | 0    | 0             | 0             | 0            | 1            | —                    | —                    | 9      | 0      |
| Brighton & Hove Albion | 2020/21 | Premier League     | 21     | 1    | 3             | 0             | 3            | 2            | —                    | —                    | 27     | 3      |
| Brighton & Hove Albion | 2021/22 | Premier League     | 23     | 4    | 1             | 0             | 2            | 0            | —                    | —                    | 26     | 4      |
| Brighton & Hove Albion | Celkem  | Celkem             | 53     | 5    | 4             | 0             | 5            | 2            | —                    | —                    | 62     | 7      |
| Boca Juniors (host.)   | 2019/20 | Primera División   | 13     | 1    | 1             | 0             | 0            | 0            | 6                    | 1                    | 20     | 2      |
| Celkem                 | Celkem  | Celkem             | 134    | 16   | 9             | 1             | 12           | 3            | 10                   | 1                    | 165    | 21     |

### Reprezentační
K 10. září 2019
| Argentina | Argentina | Argentina |
| Rok       | Zápasy    | Góly      |
| --------- | --------- | --------- |
| 2019      | 2         | 0         |
| Celkem    | 2         | 0         |

## Ocenění

### Klubová

#### Argentinos Juniors
- Primera B Nacional: 2016/17[1]

#### Boca Juniors
- Primera Division: 2019/20[25]